# Repêchage de la Ligue majeure de baseball 2015
2014 2016
Le repêchage de la Ligue majeure de baseball 2015 se tient du 8 au 10 juin 2015. Il s'agit de la 51e présentation du repêchage amateur de la Ligue majeure de baseball, un événement annuel dont des équivalents sont présents dans tous les sports collectifs nord-américains, comparable à une bourse aux joueurs, où les équipes sélectionnent des sportifs issus de l'université ou de l'école secondaire. 
Les sélections se font sur 40 rondes, chacun des 30 clubs choisissant à tour de rôle, pour une possibilité de plus d'un millier de joueurs repêchés. Les sélections donnent le droit au club d'engager des négociations en vue de la signature d'un contrat.
Le tout premier athlète sélectionné est Dansby Swanson, un joueur d'arrêt-court de l'université Vanderbilt réclamé par les Diamondbacks de l'Arizona. Deux autres joueurs d'arrêt-court sont choisis immédiatement après : Alex Bregman (Astros de Houston) et Brendan Rodgers (Rockies du Colorado). C'est la première fois de l'histoire que les 3 premiers choix sont des arrêt-courts et la première fois que des joueurs évoluant à la même position (excluant les lanceurs) monopolisent les trois premières sélections. C'est la première fois que des arrêts-courts représentent les deux premiers choix au total depuis les sélections de Shawon Dunston par les Cubs de Chicago et Augie Smith par les Blue Jays de Toronto en 1982. Dansby Swanson est le premier arrêt-court à être le tout premier athlète réclamé depuis la sélection de Bill Almon par les Padres de San Diego en 1974. Les 8 arrêts-courts choisis au premier tour égalent le record, établi en 1971 et égalé déjà en 2002, pour les joueurs de cette position.
Des 36 joueurs choisis au premier tour de sélection, 34 sont des États-Unis et deux du Canada.

## Ordre de sélection
L'ordre du repêchage 2015 est déterminé par les classements de la saison 2014 de la MLB. La moins bonne formation, les Diamondbacks de l'Arizona en l'occurrence, choisit la première et les 29 autres clubs sont classés en ordre décroissant selon leurs performances de la saison de baseball précédente. Si plusieurs clubs terminent avec la même fiche victoires-défaites, le club ayant remis la moins bonne fiche deux saisons plus tôt aura préséance sur les autres et choisira juste avant.

### Choix compensatoires
L'ordre peut varier selon les sélections retirées ou attribuées selon le système de compensation prévu pour la perte de certains joueurs établis devenus agents libres durant l'intersaison. Lorsqu'un agent libre reçoit du club qu'il a la possibilité de quitter une offre formelle équivalente aux 125 plus hauts salaires de la saison qui se termine, puis signe avec un nouveau club, l'équipe amputée d'un joueur reçoit un choix compensatoire qui s'ajoute à la fin du premier tour normal de sélection. Le club ayant engagé le joueur perd sa sélection de premier tour seulement si celle-ci ne devait pas se faire dans les 10 premières. Par exemple en 2015, les Mets de New York perdent leur choix de première ronde (qui aurait dû être le 15e au total) pour avoir engagé Michael Cuddyer des Rockies du Colorado, et les Rockies, en plus de leur sélection prévue (3e au total) reçoivent une sélection supplémentaire (la 28e au total). En revanche, le choix de premier ronde des Red Sox de Boston (7e au total) est protégé puisqu'il est dans les 10 premiers, et ils conservent leur rang de sélection en mettant sous contrat les agents libres Pablo Sandoval et Hanley Ramírez, tandis que les anciens clubs de ces joueurs (les Giants et les Dodgers, respectivement) reçoivent chacun un choix compensatoire. Un club peut perdre une sélection après avoir engagé un agent libre, mais gagner d'autres sélections en bas de tableau pour la perte d'un ou plusieurs anciens joueurs.
Enfin, des choix de compensation peuvent être offert aux clubs incapables de mettre sous contrat un joueur repêché l'année précédente. C'est le cas en 2015 des Astros de Houston : trois clubs ayant perdu plus de matchs qu'eux en 2014, ils auraient dû repêcher quatrièmes, mais ils obtiennent un choix supplémentaire au premier tour de sélection pour avoir été incapable de mettre sous contrat leur premier choix de l'année précédente, Brady Aiken. Houston choisit donc deuxième (le choix supplémentaire) et cinquième (leur tour normal, reporté d'un rang par l'inclusion de la sélection supplémentaire).
En juin 2015, les Mets de New York, les Blue Jays de Toronto, les Padres de San Diego, les Mariners de Seattle et les Nationals de Washington perdent leur sélection de premier tour après avoir engagé un agent libre. Toronto reçoit cependant une sélection de bas de tableau pour la perte d'un autre joueur autonome. Colorado, Houston, les Braves d'Atlanta, les Yankees de New York, les Giants de San Francisco, les Pirates de Pittsburgh, les Royals de Kansas City, les Tigers de Détroit, les Dodgers de Los Angeles et les Orioles de Baltimore ont droit à deux sélections.

## Premier tour de sélection
| Rang | Joueur             | Équipe                   | Position         | Provenance                                                       |
| ---- | ------------------ | ------------------------ | ---------------- | ---------------------------------------------------------------- |
| 1    | Dansby Swanson     | Astros de Houston        | Arrêt-court      | Université Vanderbilt                                            |
| 2    | Alex Bregman       | Astros de Houston        | Arrêt-court      | Université d'État de Louisiane                                   |
| 3    | Brendan Rodgers    | Rockies du Colorado      | Arrêt-court      | Lake Mary High School (Lake Mary, Floride)                       |
| 4    | Dillon Tate        | Rangers du Texas         | Lanceur droitier | Université de Californie à Santa Barbara                         |
| 5    | Kyle Tucker        | Astros de Houston        | Voltigeur        | Henry B. Plant High School (Tampa, Floride)                      |
| 6    | Tyler Jay          | Twins du Minnesota       | Lanceur gaucher  | Université de l'Illinois à Urbana-Champaign                      |
| 7    | Andrew Benintendi  | Red Sox de Boston        | Voltigeur        | Université de l'Arkansas                                         |
| 8    | Carson Fulmer      | White Sox de Chicago     | Lanceur droitier | Université Vanderbilt                                            |
| 9    | Ian Happ           | Cubs de Chicago          | Voltigeur        | Université de Cincinnati                                         |
| 10   | Cornelius Randolph | Phillies de Philadelphie | Arrêt-court      | Griffin High School (Griffin, Géorgie)                           |
| 11   | Tyler Stephenson   | Reds de Cincinnati       | Receveur         | Kennesaw Mountain High School (Kennesaw, Géorgie)                |
| 12   | Josh Naylor        | Marlins de Miami         | Premier but      | St. Joan of Arc Catholic Secondary School (Mississauga, Ontario) |
| 13   | Garrett Whitley    | Rays de Tampa Bay        | Voltigeur        | Niskayuna High School (Niskayuna, New York)                      |
| 14   | Kolby Allard       | Braves d'Atlanta         | Lanceur gaucher  | San Clemente High School (San Clemente, Californie)              |
| 15   | Trent Clark        | Brewers de Milwaukee     | Voltigeur        | Richland High School (North Richland Hills, Texas)               |
| 16   | James Kaprielian   | Yankees de New York      | Lanceur droitier | Université de Californie à Los Angeles                           |
| 17   | Brady Aiken        | Indians de Cleveland     | Lanceur gaucher  | IMG Academy (Bradenton, Floride)                                 |
| 18   | Phil Bickford      | Giants de San Francisco  | Lanceur droitier | College of Southern Nevada (Las Vegas, Nevada)                   |
| 19   | Kevin Newman       | Pirates de Pittsburgh    | Arrêt-court      | Université d'Arizona                                             |
| 20   | Richie Martin      | Athletics d'Oakland      | Arrêt-court      | Université de Floride                                            |
| 21   | Ashe Russell       | Royals de Kansas City    | Lanceur droitier | Cathedral High School (Indianapolis, Indiana)                    |
| 22   | Beau Burrows       | Tigers de Détroit        | Lanceur droitier | Weatherford High School (Weatherford, Texas)                     |
| 23   | Nick Plummer       | Cardinals de Saint-Louis | Voltigeur        | Brother Rice High School (Bloomfield Township, Michigan)         |
| 24   | Walker Buehler     | Dodgers de Los Angeles   | Lanceur droitier | Université Vanderbilt                                            |
| 25   | D. J. Stewart      | Orioles de Baltimore     | Voltigeur        | Université d'État de Floride                                     |
| 26   | Taylor Ward        | Angels de Los Angeles    | Receveur         | Université d'État de Californie à Fresno                         |
| 27   | Mike Nikorak       | Rockies du Colorado      | Lanceur droitier | Stroudsburg High School (Stroudsburg, Pennsylvanie)              |
| 28   | Michael Soroka     | Braves d'Atlanta         | Lanceur droitier | Bishop Carroll High School (Calgary, Alberta)                    |
| 29   | Jon Harris         | Blue Jays de Toronto     | Lanceur droitier | Université d'État du Missouri                                    |
| 30   | Kyle Holder        | Yankees de New York      | Arrêt-court      | Université de San Diego                                          |
| 31   | Chris Shaw         | Giants de San Francisco  | Premier but      | Boston College                                                   |
| 32   | Ke'Bryan Hayes     | Pirates de Pittsburgh    | Troisième but    | Concordia Lutheran High School (Tomball, Texas)                  |
| 33   | Nolan Watson       | Royals de Kansas City    | Lanceur droitier | Lawrence North High School (Indianapolis, Indiana)               |
| 34   | Christin Stewart   | Tigers de Détroit        | Voltigeur        | Université du Tennessee                                          |
| 35   | Kyle Funkhouser    | Dodgers de Los Angeles   | Lanceur droitier | Université de Louisville                                         |
| 36   | Ryan Mountcastle   | Orioles de Baltimore     | Arrêt-court      | Paul J. Hagerty High School (Oviedo, Floride)                    |